# Bruno Garzena
Bruno Garzena (Venaria Reale, Provincia de Turín, Italia, 2 de febrero de 1933 - 30 de julio de 2024) fue un futbolista italiano. Se desempeñaba en la posición de defensa.

## Características técnicas
Un lateral con una técnica limitada pero con notables habilidades atléticas, fue apodado El Halcón de Venaria. 

## Carrera

### Jugador
Fichó por el equipo juvenil de la Juventus a la edad de doce años, en 1945. Hizo su debut a los diecinueve años con los Bianconeri en un partido Juventus-Inter de 1952 que terminó 2-1. 
Después de un préstamo al Alessandria para la temporada 1953-1954 de la Serie B, regresó a Turín y se unió al primer equipo de la Juventus, vistiendo la camiseta durante seis temporadas consecutivas: en este período de tiempo ganó dos campeonatos y dos Copas de Italia. El 23 de marzo de 1958 debutó con la selección absoluta, en Viena, en un partido de la Copa Internacional contra Austria; Esa siguió siendo su única presencia con la camiseta azul.
En 1960 fue contratado temporalmente a préstamo por el L.R. Vicenza, regresando a la Juventus en la temporada 1961-1962. Más tarde vistió las camisetas del Módena, cedido, y del Nápoles, poniendo fin a su carrera en el Ivrea.

## Retiro
Garzena, tras su carrera deportiva, se dedicó al emprendimiento, fundando Global Service, dedicada a la asociación temporal de empresas de servicios con el fin de obtener contratos para grandes instalaciones industriales y sanitarias.
En 2010 se convirtió en presidente de Alessandria. 

## Selección nacional
Fue internacional con la selección de fútbol de Italia el 23 de marzo de 1958, en un encuentro ante la selección de Austria que finalizó con marcador de 3-2 a favor de los austriacos.

## Clubes
| Club               | País   | Año         |
| ------------------ | ------ | ----------- |
| Juventus F. C.     | Italia | 1952 - 1953 |
| Alessandria Calcio | Italia | 1953 - 1954 |
| Juventus F. C.     | Italia | 1954 - 1960 |
| Vicenza Calcio     | Italia | 1960 - 1961 |
| Juventus F. C.     | Italia | 1961 - 1962 |
| Modena F. C.       | Italia | 1962 - 1963 |
| S. S. C. Napoli    | Italia | 1963 - 1964 |
| Ivrea Calcio       | Italia | 1964 - 1966 |

## Palmarés

### Campeonatos nacionales
| Título      | Club           | País   | Año     |
| ----------- | -------------- | ------ | ------- |
| Serie A     | Juventus F. C. | Italia | 1957-58 |
| Copa Italia | Juventus F. C. | Italia | 1958-59 |
| Serie A     | Juventus F. C. | Italia | 1959-60 |
| Copa Italia | Juventus F. C. | Italia | 1959-60 |